# Theodor Auracher
Theodor M. Auracher (* 18. März 1849 in München; † 16. Juni 1891) war ein deutscher Altphilologe und Fachautor.

## Leben
Der Sohn des Kgl. Amtsrichters Adolf Auracher und der Maria Charlotte, geborene von Kropf, wuchs in München auf und studierte nach dem Abitur ab dem Wintersemester 1868/1869 an der Ludwig-Maximilians-Universität in München klassische Philologie, Germanistik und Geographie für das Lehrfach an Gymnasien. 1870 wurde er als Soldat im Deutsch-Französischen Krieg verwundet. Nach dem Krieg gehörte er als Student zum Freundes- und Sängerkreis von Franziska Rheinberger (1832–1892), Ehefrau des Münchner Komponisten Josef Gabriel Rheinberger (1839–1901).
Nach der obligatorischen Gymnasialassistenz (Referendarzeit) wurde er mit ministerieller Entschließung vom 11. August 1873 zum Studienlehrer ernannt und vom Ludwigsgymnasium an das Münchner Maximiliansgymnasium versetzt, an dem er als Fachlehrer für Griechisch, Latein, Deutsch und Geographie unterrichtete und als Ordinarius (Klassverweser) in der Lateinischen Schule (1. bis 4. Klasse) eingesetzt war, zeitweise vertreten von dem Gymnasialassistenten Joseph Senger. Im August 1878 wurde er auf Antrag wegen körperlichen Leidens für ein Jahr, 1885 auf unbestimmte Dauer in den Ruhestand versetzt.
Ab 1874 war er mit Julie, geborene Buchner (1849–1905), aus Passau verheiratet, die in München als Hebamme tätig war. Sie meldete die Praxis nach dem Tod ihres Mannes ab und zog 1895 nach Traunstein. Der Ehe entstammten drei Töchter (Elise, * 1875; Marie Emilie, * 1876; Ida Ernestine, * 1878) und ein Sohn (Bernhard, * 1879). Dieser wurde Jurist, war 1914 Oberleutnant der Reserve und Bezirksamtmann in Tanga und Daressalam als Stellvertretender Gouverneur von Deutsch-Ostafrika und wurde 1923 zum Regierungsrat in München ernannt.

## Bildnis
- Hermann Arnold: mehrere Bildnisse des Freundes Theodor Auracher, um 1880/1885[3]

## Schriften
- Der Pseudo-Turpin in altfranzösischer Uebersetzung. Nach einer Handschrift (Cod.Gall.52) der Münchener Staatsbibliothek. In: Programm des k. Maximilians-Gymnasiums zum Schlusse des Schuljahres 1875/76. Akademische Buchdruckerei von F. Straub, München 1876.[4]
- Die sogenannte poitevinische Uebersetzung des Pseudo-Turpin. Max Niemeyer, Halle an der Saale 1877.
- Der Brandan der Arsenalhandschrift B L F 283. In: Gustav Gröbner (Hrsg.): Zeitschrift für romanische Philologie. Band 2, 1878, S. 438–457.
- als Hrsg. mit Konrad Hofmann: Dioscorides Longobardus. (Cod. Lat. Monacensis 337). Aus T. M. Aurachers Nachlass herausgegeben. (Teil 1) In: Romanische Forschungen. Band 1, 1883, S. 49–105.
- posthum mit Hermann Stadler: Die Berner Fragmente des lateinischen Dioskorides. In: Eduard von Wölfflin (Hrsg.): Archiv für lateinische Lexikographie und Grammatik mit Einschluss des älteren Mittellateins. Band 10, 1898, S. 117–124.